# Wax (logiciel)
Pour les articles homonymes, voir Wax.
WAX est un logiciel de création d'effets spéciaux tels que des explosions et autres.
Il peut être utilisé comme annexe d'un logiciel de montage vidéo comme Windows Movie Maker.